# Бальдо-дельї-Убальді (станція метро)
41°53′56″ пн. ш. 12°25′58″ сх. д. / 41.89889° пн. ш. 12.43278° сх. д.
Бальдо-дельї-Убальді (італ. Baldo degli Ubaldi) — станція лінії А Римського метрополітену. Виходить на вулицю Бальдо-дельї-Убальді, по якій станція і отримала свою назву, поблизу перехрестя з вулицею Бонавентура Черретті. Поблизу станції розташований інститут дерматології. Неподалік розташована вулиця Франческо Скадуто. Станція була відкрита у черзі Валле-Аурелія — Баттістіні 1 січня 2000 року.

Є станцією з двома окремими тунелями, в кожному з яких знаходиться окрема платформа.

## Пересадки
Автобуси: 490, 892.